# بابا لنگ‌دراز (انیمه)
بابا لنگ دراز با نام اصلی بابا لنگ دراز من (به ژاپنی: 私のあしながおじさん، Watashi No Ashinaga Ojisan) یک مجموعه تلویزیونی انیمه ژاپنی است که در سال ۱۹۹۰ بر مبنای رمان بابا لنگ‌دراز به قلم جین وبستر ساخته شده است. انیمه بابا لنگ‌دراز بخشی از مجموعه تئاتر شاهکار جهان است. بابا لنگ‌دراز در سال ۱۹۹۰ جایزه بهترین فیلم تلویزیونی را از آژانس فعالیت‌های فرهنگی کودکان ژاپن دریافت کرده است.
انیمهٔ بابا لنگ‌دراز توسط استودیو ژاپنی نیپون انیمیشن ساخته شده است و در بین کشورهای آسیایی و اروپایی از محبوبیت خاصی برخوردار است. این مجموعه از جاودانه‌ترین انیمه‌های قدیمی می‌باشد. کارتونی با داستانی قدرتمند و شیوا که فقر و سختی کودکان یتیم را به تصویر می‌کشد.

## داستان

### پیشینه (قسمت ۱ و ۲)
جودی ابوت یک بچه سرراهی است. والدینش او را وقتی هنوز نوزاد بود، جلوی کلیسایی در محله فقیرنشین نیویورک رها کردند و تا ۱۴ سالگی در پرورشگاه «جان گریر» زندگی کرد. او هیچ چیز در مورد والدینش نمی‌داند: نام خانوادگی‌اش از دفترچه تلفن گرفته شده (ابوت اولین نام در لیست است) و نامش از روی قبری در گورستان مجاور.
پس از پایان دوره راهنمایی، به نظر می‌رسید سرنوشت او این باشد که شغلی پیدا کند، اما رئیس کمیته مؤسسه که تحت تأثیر استعداد او در نویسندگی قرار گرفته بود، تصمیم گرفت قیم او شود و به او فرصت تحصیل در دبیرستان را پیشنهاد داد. این نیکوکار ناشناس که مایل است ناشناس بماند (او خود را جان اسمیت خواهد نامید)، تنها شرط خود را این قرار می‌دهد که جودی به‌طور دوره‌ای برای او نامه بنویسد تا او را از پیشرفت تحصیلی و زندگی‌اش مطلع نگه دارد. تنها تصویری که جودی از این شخصیت عجیب و غریب دارد، سایهٔ دراز و لاغر او است که در اثر نور چراغ‌های ماشینش روی دیوار افتاده است: سپس دختر تصمیم می‌گیرد به قیم خود لقب «بابا لنگ‌دراز» بدهد.

### سال اول(۳–۱۲)
جودی، از پرورشگاه فلاکت‌باری که تا آن زمان در آن زندگی می‌کرد، خود را در حالی می‌یابد که به نیوجرسی، به دبیرستان «آبراهام لینکلن»، یکی از مشهورترین کالج‌های دخترانه در ایالات متحده، که دختران طبقه متوسط رو به بالا در آن تحصیل می‌کنند، پرتاب شده است. نام‌های بزرگی هم بودند. او به قولش به قیمش عمل می‌کند و بلافاصله شروع به نوشتن چیزی می‌کند که بعدها به یک دفترچه خاطرات طولانی تبدیل می‌شود و در آن زندگی‌اش در دانشگاه و دو هم‌اتاقی‌اش را شرح می‌دهد: سالی مک‌برایت خجالتی و شیرین و جولیا پندلتون لوس و مغرور. قیم، برای حفظ ناشناس ماندنش، هرگز شخصاً به نامه‌های دختر پاسخ نخواهد داد: او این کار را فقط از طریق منشی‌اش والتر گریگز انجام خواهد داد.
جودی عمیقاً از بابا لنگ دراز به خاطر فرصتی که برای تحصیل به او داده سپاسگزار است و مصمم است که از این فرصت بی‌نظیر نهایت استفاده را ببرد. با این حال، او خیلی زود متوجه می‌شود که هم طبیعت سخاوتمند و مهربانش و هم ریشه‌های سرراهی‌اش هرگز به او اجازه نمی‌دهند که در محیط ریاکارانه و سطح بالای جامعه که در آن قرار دارد و از آن متنفر است، پذیرفته شود؛ بنابراین جودی مجبور می‌شود وانمود کند که در نظر همه شخص دیگری است: بدین ترتیب جودی جدید متولد می‌شود، دختری از طبقه متوسط رو به بالا که تا آن زمان در یک ویلای بزرگ زندگی می‌کرده و اکنون، پس از مرگ والدینش، قیم قانونی دارد که دارایی‌های ثروتمند او را اداره می‌کند. این دروغِ به ظاهر بی‌ضرر، عمیقاً و به طرز چشمگیری بقیهٔ داستان را تحت تأثیر قرار خواهد داد.
تنها شخصیتی که در این برهه از زمان هویت واقعی جودی را می‌داند، بابا لنگ‌دراز مرموز اوست که بنابراین تنها رابط او با واقعیت شخصیت واقعی‌اش باقی خواهد ماند. به همین دلیل، با گذشت زمان، یک رابطه واقعی پدر-دختری به آرامی بین این دو شکل می‌گیرد، دختر از او قدردانی می‌کند و او را به عنوان محرم اسرار خود انتخاب می‌کند، تنها کسی که رازی را که به تدریج سنگین‌تر و سنگین‌تر می‌شود با او در میان می‌گذارد، و پسر نیز همراهی می‌کند، به او کمک می‌کند تا هویت واقعی‌اش را پنهان نگه دارد، با احتیاط از او مراقبت می‌کند، از او محافظت می‌کند و در نهایت با هدایای زیبا او را لوس می‌کند و سعی می‌کند تمام آرزوهایش را برآورده کند.
جودی، جودی «دروغین»، به راحتی با زندگی دانشگاهی سازگار می‌شود و خیلی زود ثابت می‌کند که در تحصیلاتش درخشان است و استعداد زیادی در ادبیات دارد. داستان او با عنوان «از برج من» در روزنامه مدرسه منتشر می‌شد، افتخاری که پیش از این هرگز به یک دانش‌آموز سال اولی اعطا نشده بود. تنها نقص، رابطه مشکل‌دار با جولیا، هم‌اتاقی‌اش است که نمی‌تواند طبیعت راحت‌طلب جودی را تحمل کند و کم‌کم به هویت واقعی او مشکوک می‌شود.
در تمام این ماجرا، در بهار، جرویس پندلتون، عموی جوان جولیا، به‌طور غیرمنتظره‌ای از مدرسه بازدید می‌کند و جودی با اکراه مجبور می‌شود او را در محوطه مدرسه نشان دهد. جرویس نمونه بارز همان انسانیتی است که جودی از آن متنفر است: ثروتمند، عجیب و غریب، گوشه‌گیر. با این حال، در طول سفرش، دختر متوجه می‌شود که جرویس آن شخصیت وحشتناکی که او تصور می‌کرده نیست و آن نصف روز همراهی با او تا مدت‌ها در ذهنش حک خواهد شد.
تابستان از راه می‌رسد و مدرسه‌ها تعطیل می‌شوند. جودی جایی جز پرورشگاه ندارد و در نامه‌ای از بابا لنگ‌دراز التماس می‌کند که جای دیگری برای گذراندن تعطیلات برایش پیدا کند. قیم او به او جایی برای اقامت در مزرعه «لاک ویلو» که متعلق به سمپل‌های مسن است، پیشنهاد خواهد داد. جودی به زودی باعث می‌شود خانواده سمپل قدر او را بدانند: او با طبیعت سخاوتمند و بشاشش نشان خواهد داد که آن دختر لوس و بی‌ادبی که ریشه‌هایش در دانشگاهی با بورژوازی ثروتمند ممکن است تصور شود، نیست. علاوه بر این، به زودی یک تصادف عجیب آشکار می‌شود: این مزرعه زمانی متعلق به جرویس پندلتون بود که آن را به عنوان نشانه‌ای از قدردانی به خانم سمپل، پرستار قدیمی‌اش، داده بود. دو بزرگتر، جرویس را تقریباً مثل پسر خود می‌دانند و این واقعیت که یک دوست مشترک دارند، پیوند بین جودی و خانواده سمپل را عمیقاً تقویت می‌کند، چرا که سمپل‌ها کم‌کم در او خواهند دید که جرویس کوچک سال‌ها پیش چه بوده است.

### سال دوم(۱۳–۳۰)
دخترای دانشگاه داره سنشون میره بالا. جودی به زودی ۱۶ ساله می‌شود و مانند همه همکلاسی‌هایش، شروع به فکر کردن در مورد آینده کرده است. او خیلی زود متوجه می‌شود که چیزی که بیش از همه آرزویش را دارد، استقلال و کنترل زندگی‌اش است. او می‌خواهد خودش هزینه تحصیلش را بپردازد، بنابراین به عنوان معلم سرخانه برای یک خانواده کار پیدا می‌کند، در حالی که سعی می‌کند داستان‌هایش را بفروشد. او همچنین در امتحاناتش عالی عمل می‌کند و بورسیه دانشگاه را از آن خود می‌کند. و از اینجا اولین درگیری‌ها با قیم او آغاز می‌شود، قیم او به میل او برای استقلال روی خوش نشان نمی‌دهد و او را مجبور به استعفا از مقام معلمه خواهد کرد.
در همین حال، جودی با جیمی مک‌برایت، برادر بزرگتر هم‌اتاقی‌اش سالی، آشنا می‌شود؛ رفت و آمدهای جرویس پندلتون به کالج نیز بیشتر می‌شود و جودی خود را مجذوب عموی جولیا می‌یابد.
تابستان دوباره از راه می‌رسد و جودی توسط جیمی دعوت می‌شود تا تعطیلات را در خانهٔ او و والدینش بگذراند. در واقع، پسر عاشق جودی شده است، اما احساساتش متقابل نیست زیرا جودی همچنان او را برادر بزرگتر خود می‌داند. جودی هنوز از این دعوت خوشحال است، اما بابا لنگ دراز، به طرز عجیبی، او را مجبور به رد کردن می‌کند و دوباره و با بی‌ادبی، بازگشت به مزرعه لاک ویلو را به او تحمیل می‌کند.
در اینجا رابطهٔ بین جودی و بابا لنگ‌درازش عمیقاً تیره و تار می‌شود: او نمی‌تواند دستور ناعادلانه‌ای را که قیمش به او تحمیل کرده است درک کند (علاوه بر این، به نظر نمی‌رسد حتی منشی جان اسمیت هم آن را درک کند)، اما او، برخلاف میلش، مجبور به اطاعت است.
در مزرعه، دختر با دو سورپرایز خوشایند مواجه می‌شود: اولی نامه‌ای از یک ناشر است که به او اطلاع می‌دهد یکی از داستان‌هایش را خریداری کرده است، و دومی دیدار غیرمنتظرهٔ جرویس است. فراتر از رابطه رسمی (جودی همچنان او را «آقای پندلتون» صدا می‌زند و با «سی» رسمی خطابش می‌کند) یک رابطه عجیب و غریب بین این دو شکل می‌گیرد: دختر، جرویس را به عنوان محرم اسرار جدید خود انتخاب می‌کند و تعطیلات فراموش‌نشدنی را با او می‌گذراند. در پاییز، وقتی به مدرسه برگردد، متوجه خواهد شد که عمیقاً عاشق شده است.

### سال سوم(۳۱–۴۰)
حالا جودی، غرق در درس خواندن، وقت کمی برای فکر کردن به چیز دیگری دارد. با این حال، رابطه با جرویس عمیق‌تر و عمیق‌تر می‌شود تا زمانی که این دو عشق خود را به یکدیگر اعلام کنند. جولیا، خواهرزادهٔ جرویس، عمیقاً تغییر کرده و بالغ شده است. وقتی نقشش به عنوان یک بچه لوس را کنار بگذارد، ثابت می‌کند که بهترین دوست جودی است و به او در رابطه‌اش با عموی جوانش کمک می‌کند، حتی برخلاف میل خانواده‌اش. اما جودی، جودی «واقعی»، می‌داند که داستان جرویس نمی‌تواند آینده‌ای داشته باشد. او می‌داند که او عاشق جودی «جعلی»، دختر ثروتمند طبقه متوسط رو به بالایی که جودی نقشش را بازی می‌کند، است و او هرگز یک دختر فقیر را از یک پرورشگاه بدبخت قبول نمی‌کند. وقتی جرویس در مراسم ازدواج کاری و آماسی از او درخواست ازدواج می‌کند، جودی شجاعت اعتراف به حقیقت را پیدا نمی‌کند و بنابراین مجبور به امتناع می‌شود و این باعث می‌شود جرویس باور کند که جودی هرگز عاشق او نبوده است.
حالا جودی خودش را تنها می‌بیند. او متوجه می‌شود که تمام دوستانش و مردی که بیشتر از همه دوستش دارد، در واقع او را دوست ندارند، بلکه کسی را دوست دارند که وجود خارجی ندارد، و می‌داند که اگر حقیقت را بفهمند، او را از خود می‌رانند. تنها چیزی که برایش مانده بابا لنگ درازش است، تنها کسی که هویت واقعی او را می‌داند و تنها کسی که او را به خاطر خودش دوست دارد نه به خاطر آنچه به نظر می‌رسد. دختر در نامه‌ای طولانی، تمام درماندگی و دلایلی را که او را وادار به چنین رفتاری با جرویس کرده بود، به او فهماند و از او التماس کرد که به عنوان آخرین راه حل به مراسم فارغ‌التحصیلی بیاید تا بالاخره او را ببیند.
جودی یکی از دانش‌آموزان برتر کلاس است و افتخار ایراد سخنرانی تودیع در مراسم فارغ‌التحصیلی را دریافت می‌کند. او دقیقاً به چیزی که برایش جنگیده بود، دست یافت: او از فرصت تحصیل که استاد راهنمایش در اختیارش گذاشته بود، نهایت استفاده را برد و امتحانات پایان ترم را با موفقیت پشت سر گذاشت. او می‌تواند با بورسیه‌ای که برنده شده به دانشگاه برود و بنابراین بالاخره مستقل خواهد شد، اما برای این موفقیت بهای سنگینی پرداخت. او برای رسیدن به رؤیای آمریکایی‌اش، روحش را فروخت و برای همیشه از احترام و محبت مردمی که دوستشان داشت، چشم پوشید. در زمان سخنرانی خداحافظی‌اش، او بالاخره شجاعت پیدا می‌کند تا حقیقت و هویت واقعی‌اش را به عنوان یک بچهٔ سرراهی بدبخت، در مقابل حضار شگفت‌زده اعتراف کند و قدردانی عمیق و محبت فراوان خود را نسبت به سرپرستی که هنوز نمی‌شناسد و معتقد است در میان حضار است، نشان دهد.
اما ناگهان، منشی جان اسمیت، والتر گریگز، با خبر وحشتناکی از راه می‌رسد. قیم او به دلیل بیماری شدید به مراسم نیامد: جودی باید قبل از اینکه خیلی دیر شود، به خانه‌اش در نیویورک برود تا او را ملاقات کند. و از اینجا سفر ناامیدانه جودی آغاز می‌شود، زیرا او متوجه می‌شود که تنها کسی را که واقعاً برایش مهم است، تنها کسی که همیشه او را به خاطر خودش دوست داشته و اکنون او را پدر خود می‌داند، از دست می‌دهد.
بالاخره، وقتی به خانهٔ قیم در حال مرگش می‌رسد، هویت واقعی و باورنکردنی بابا لنگ دراز را کشف می‌کند: قیم کسی نیست جز خود جرویس!
انیمه با ازدواج جودی و جرویس به پایان می‌رسد.

## شخصیت‌ها

### جودی آبوت
او دختری سرزنده، باهوش و زیباست که پدر و مادرش را هنگامی که نوزاد بود از دست می‌دهد. پس از مرگ والدینش او را در خیابان بایسون نیویورک پیدا کردند و او را به پرورشگاه جان گریر سپردند. جایی که استعداد نویسندگی اش را پرورش داد و به این واسطه توانست توجه خیرین را جلب کند و بورس تحصیلی برای دبیرستان خصوصی یادبود لینکلن را بگیرد. جودی که جان اسمیت را نمی‌شناسد او را بابا لنگ‌دراز می‌نامد و به دلیل اینکه هیچ خانواده‌ای ندارد، او را خانواده خودش می‌داند. جودی بسیار پرحرف و پرشور است. هم اتاقی‌های او در مدرسه سالی مک‌براید و جولیا پندلتون هستند. او پس از سه سال از ورودش به مدرسه بالاخره می‌تواند با بابا لنگ دراز دیدار کند و متوجه می‌شود که او همان جرویس پندلتون عموی دوستش جولیاست. جرویس به او اعتراف می‌کند که او را دوست دارد و در آخر داستان جودی با جرویس ازدواج می‌کند

### سالی مک‌بِراید
دختر شیرین و خجالتی و زیبا، که یکی از هم اتاقی‌های جودی در دبیرستان یادبود لینکلن است. آن‌ها بعدها دوستان خوبی برای یکدیگر می‌شوند. جولیا اغلب سالی را به خاطر سادگی و خجالتی بودنش دست می‌اندازد. اما سالی برخلاف ظاهرش، دختر بسیار مصمم و با اراده‌ای است.

### جولیا پندلتون
دختر ثروتمند و مغروری است. او قدبلند و زیباست و یکی دیگر از هم اتاقی‌های جودی در دبیرستان است. آن‌ها اوایل با یکدیگر کنار نمی‌آمدند. جولیا اغلب سعی می‌کرد پرده از راز زندگی جودی بردارد و موفق به این کار شد، ولی تا زمانی که خود جودی همه‌چیز را درمورد خودش به همه اعتراف کرد، این راز را در دل نگه داشت، ولی همچنان جودی را آزار می‌داد، با این حال او سرانجام به همراه سالی بهترین دوست جودی می‌شود.

### جوانا ترون (سلوان)
مدیر خوابگاهی است که جودی در آن جا زندگی می‌کند. او تمایل دارد خود را خشمگین و عصبانی نشان دهد تا احساسات خود را پنهان کند. او بدش می‌آید که او را خانم خطاب کنند، چرا که هنوز مجرد است. با این حال به نظر می‌رسد که می‌خواهد ازدواج کند. او عاشق عموی جولیا، جرویس پندلتون است.

### جرویس پندلتون
عموی جولیا پندلتون است که با جودی در دبیرستان ملاقات می‌کند و عاشق او می‌شود. او بر خلاف دیگر پندلتون‌ها که به لباس، پول و مادیات اهمیت می‌دهند، علاقهٔ چندانی به مادیات ندارد. او در آخر با جودی ازدواج می‌کند. یک حقیقت جالب دربارهٔ او این است که او همان بابا لنگ دراز است.

### جیمی مک‌براید
برادر بزرگتر سالی، ستاره معروف تیم فوتبال دانشگاه پرینستون است. وی به جودی علاقه‌مند می‌شود اما جودی تنها او را دوست خود خطاب می‌کند. جولیا عاشق اوست، ولی در ابتدا، او با جولیا در حد خواهرش رفتار می‌کند چرا که عاشق جودی است.

### سدی
او به همراه جودی در پرورشگاه جان گریر بزرگ شد. اگرچه او قلباً صادق و مهربان است، اما به راحتی عصبانی می‌شود. او همچنین شخصیت تا حدودی خشنی دارد، مثلاً یقهٔ مردم را می‌گیرد و رو در رو سرشان فریاد می‌زند، چه آن شخص جودی باشد چه هر کس دیگری. این بازتابی از شخصیت اوست که از اشتباه کردن یا انجام کارها به صورت کج و معوج بیزار است. او امیدوار بود به دبیرستان برود، اما چون جودی انتخاب شد، تصمیم گرفت در پرورشگاه بماند. اگرچه او از این بابت از جودی کینه به دل داشت، اما آنها آشتی کردند و با اینکه در ابتدا از پذیرفتن هدیه امتناع ورزید، لبخندی زد و گفت «متشکرم» و جودی را با بقیه بدرقه کرد. او بعداً در یک کارخانه پنبه در آتلانتا شغلی پیدا می‌کند و دوباره با جودی متحد می‌شود. در قسمت آخر، او در عروسی جودی شرکت کرد.

### امیلی
او به همراه جودی در پرورشگاه جان گریر بزرگ شد. او دختری حدود هفت سال کوچکتر از جودی بود و جودی او را بسیار دوست داشت. به گفتهٔ سدی، او بعدها توسط یک خانوادهٔ ثروتمند در کالیفرنیا به فرزندی پذیرفته شد. در قسمت آخر، در صحنه عروسی جودی، به نظر می‌رسد که او بزرگ شده است.

### والتر گریگز
منشی بابا لنگ دراز یا همان جان اسمیت است.

### پروفسور ملنور
او معلم زبان انگلیسی جودی در مؤسسه یاد بود لینکلن است. به دلیل سن بالا، او اغلب سرفه می‌کند، اما بسیار آگاه است و با ارائه مشاوره نویسندگی به جودی در تحصیلش کمک می‌کند.

### باب
کاپیتان تیم فوتبال دانشگاه پرینستون است. مردی آرام اما غیرقابل اعتماد است. او بهترین دوست جیمی و دوست‌پسر سالی است.

### لئونورا فنتون
هم اتاقی جدید جودی است. و یک سال از جودی بزرگتر است. او بعد از مرخصی یک ساله‌اش به خاطر بیماری قلبی ای که داشت با جودی هم کلاس می‌شود. او در زمینهٔ شعر گفتن و ورزش کردن مهارت دارد و یکی از بازیکنان معروف بسکتبال مدرسه بود. جودی از او متنفر می‌شود؛ چرا که او همیشه از شعرها و رمان‌هایی که جودی می‌نوشت انتقاد می‌کرد، اما بعدها رابطهٔ خوبی با یکدیگر پیدا کردند.

### کاترین لیپت
مدیر پرورشگاه جان گریر است. بچه‌های پرورشگاه از او متنفر بودند؛ چون که او در زمینه نظم و انضباط بسیار سخت‌گیر بود، اما در واقع بچه‌ها او را خیلی دوست داشتند. زمانی که جودی در دبیرستان بود بازنشسته شد.

### جورج سمپل
رئیس خانواده سمپل. او در مزرعه کار می‌کند و از دام‌های مزرعه راک ویلو مراقبت می‌کند. او شخصیتی عصبانی و لجباز دارد و بددهن است، اما نمی‌تواند در مقابل همسرش، الیزا، صاحب مزرعه، مقاومت کند. من جارویس را خیلی تحسین می‌کنم. وقتی برای اولین بار آنها را ملاقات کردند، او جودی را یک «دختر پولدار خودخواه» فرض کرد و با او سرد رفتار کرد، اما روز بعد از شخصیت او خوشش آمد و از آنجایی که با جرویس نیز آشنا بود، آنها مانند یک خانواده به هم نزدیک شدند.

### الیزا سمپل
همسر جورج. صاحب مزرعه لاک ویلو. این مزرعه در اصل متعلق به جرویس بود که چند سال قبل، آن را به عنوان تشکر از دایه بودنش در جوانی به او داده بود. او معمولاً آرام، بسیار مهربان و دلسوز است، اما گاهی اوقات با جورج وارد بحث‌های بلندی می‌شود. آنها مدتی از جرویس در کودکی مراقبت کردند و این زوج او را «جرویس کوچولو» صدا می‌زنند و به او علاقه دارند.

### مادر جولیا
او می‌خواهد جولیا در آینده خوشحال باشد، اما زن سمجی است که تمایل دارد نظرات خود و همسرش را به دخترش تحمیل کند. در زمستان سال آخر دبیرستان جولیا، او به خوابگاه دخترانه دبیرستان او سر می‌زند و سعی می‌کند مخفیانه بین دختر جولیا و پسر یک سرمایه‌دار املاک و مستغلات نیویورکی، ازدواجی را رقم بزند و سعی می‌کند او را از آنجا ببرد. او از اینکه جودی در آن زمان حرف دلش را می‌زند، خوشحال نمی‌شود و در تلافی، بعداً او را به یک مهمانی شام دعوت می‌کند تا او را شرمنده کند.

### مری لامبارت
یکی از کارمندان پرورشگاه سنت جورج است. او زنی قوی، شوخ‌طبع و فعالی است و بچه‌ها عاشق او هستند.

### مارگارت فوستر
یکی از دوستان قدیمی جرویس. زنی که همچنان در محله‌های فقیرنشین نیویورک، جایی که جودی در گذشته رها شده بود، زندگی می‌کند. حتی پس از تبدیل شدن به یک بازیگر مشهور، او همچنان فردی دوستانه باقی می‌ماند که اصالت خود را پنهان نمی‌کند و روزی با جودی که به یک محله فقیرنشین سر می‌زند، آشنا می‌شود و آنها دوستان صمیمی می‌شوند. او نه خیاطی بلده نه آشپزی. او در این فیلم، نقش اوفلیا در نمایش هملت را به عنوان بازیگر در یک تئاتر بزرگ در نیویورک بازی می‌کند.

### کاترین
او دختر رئیس سیتی بانک و شریک ازدواج از پیش تعیین شده جرویس است.

## نسخهٔ فارسی
- مدیر دوبلاژ: زهره شکوفنده
- گویندهٔ تیتراژ: مهین کسمایی
- جودی ابوت: زهره شکوفنده
- سالی مک‌بِراید: رزیتا یاراحمدی
- جولیا پندلتون: مهوش افشاری
- جرویس پندلتون: کیکاووس یاکیده
- جیمی مک‌بِراید: کامبیز شکوفنده
- کاترین لیپت: ژاله علو
- آقای هِرمَن: جواد پزشکیان
- خانم جوانا ترون: معصومه تقی‌پور
- خانم سمپل: زهرا آقارضا
- آقای سمپل: علی‌همت مومی‌وند
- لئونورا فنتون: مریم شیرزاد
- امیلی: مژگان عظیمی
- تامی: شوکت حجت
- خانم مارگو: مهین برزوئی
- خانم لمبرت: فریبا شاهین‌مقدم
- مادر دو دختر شاگرد جودی: ناهید شعشعانی
- همکلاسی‌های جودی: آزیتا یاراحمدی، شوکت حجت، شایسته تاج‌بخش